# Плешаков, Леонид Петрович
Леонид Петрович Плешаков (9 февраля 1932, Рубежное, Ворошиловградская область, Украинская ССР, СССР — 26 апреля 2004, Москва, Россия) — советский, российский киноактёр, журналист. Заслуженный работник культуры РСФСР (1983).
Наибольшую известность получил за короткую, двадцатисекундную роль бородатого мужчины в фильме Леонида Гайдая «Бриллиантовая рука», который спрашивает у героя Юрия Никулина: «Папаша, огоньку не найдётся?». После этого эпизода неоднократно приглашался различными режиссёрами на эпизодические роли и не только.

## Биография
Родился 9 февраля 1932 года в городе Рубежное, Ворошиловградской области (ныне — Луганская область).
Начал играть в кино в конце 1960-х годов. Во время съёмок «Бриллиантовой руки» уже проживал в РСФСР, а дальше из-за творчества и работы в изданиях, решил обосноваться в Москве. Работал в журнале «Огонёк» и «Смена». Долгое время работал в журналистике, даже после окончания карьеры киноактёра.
Ушёл из жизни 26 апреля 2004 года в возрасте 72-х лет в Москве. Похоронен на Останкинском кладбище.

## Фильмография
- 1987 — Выбор (Лопатин, скульптор)
- 1985 — Набат на рассвете (учёный), (нет в титрах)
- 1984 — Счастливая, Женька! (больной, П.Плешаков)
- 1984 — Предел возможного (житель деревни, который пожертвовал деньги на строительство танка), 2-я серия
- 1984 — Повести Белкина. Метель (фильм-спектакль), (старик в окне)
- 1984 — 1986 — Михайло Ломоносов (отец Семён, Семён Никитич), серия «От недр своих» — 1 | 1
- 1983 — Сад (короткометражный), (полицейский)
- 1982 — Похождения графа Невзорова (Бурштейн, эсер-террорист)
- 1982, либо 1983 — Васса (Евлампий Силыч)
- 1979 — Выстрел в спину (одногруппник Шенина)
- 1978 — Сибириада (Василий Соломин, сын Ерофея), серия (Афанасий. Начало века./Николай- сын Афанасия. Годы тридцатые. | Фильм № 1,2)
- 1977 — Почти смешная история (попутчик в поезде)
- 1970 — Чудный характер (Гусенко)
- 1969 — Дворянское гнездо (эпизод)
- 1968 — Бриллиантовая рука (бородач), (нет в титрах)